# 627 Charis
627 Charis este un asteroid din centura principală, descoperit pe 4 martie 1907, de August Kopff.